# Рясня
Рясня (рос. Рясня) — присілок в Старицькому районі Тверської області Російської Федерації.
Населення становить 186 осіб. Входить до складу муніципального утворення сільське поселення Луковниково.

## Історія
Від 2005 року входить до складу муніципального утворення сільське поселення Луковниково. Раніше населений пункт належав до Ряснинського сільського округу.

## Населення
| 1859 | 1886 | 1989 | 2002 | 2010 |
| ---- | ---- | ---- | ---- | ---- |
| 73   | ↗77  | ↗174 | ↗177 | ↗186 |